# 伽草子
『伽草子』（おとぎぞうし）は、1973年6月に吉田拓郎（当時はよしだたくろう）がリリースしたオリジナル・アルバムである。また同名タイトル曲も収録している。

## 解説
拓郎が女子大生に暴行を加えた容疑で逮捕された「金沢事件」の影響で発売が危ぶまれたが、6月1日に無事発売。アルバム発売時は勾留中で、不起訴処分となり、翌日に釈放されている。なお、事件は女子大生の狂言であった。不起訴になったとはいうものの、逮捕ー釈放までの10日の間、それまでの拓郎の"取材拒否""テレビ出演拒否"など、生意気な言動・姿勢に好意的ではなかったマスメディアは、ここぞとばかりに「はれんちフォーク」などと"フォーク界の寵児"をこき下ろしていた。拓郎以前に一人でマスメディアを動かすようなフォークシンガーは、それまで存在しなかった。ツアーは中止となり、拓郎の曲が使用されていたCMは自粛され、他のアーティストに提供した楽曲まで放送禁止となる事態となり、当時のマスメディアはこのスキャンダルを大いに騒ぎ立てた。これに比べて釈放を伝えたマスメディアの記事はごく小さなものだった。 
拓郎はアルバム発売の翌々日かつ保釈の翌日、早くも神田共立講堂のステージに立った。神田共立講堂は神保町駅近くの学生街にあり、キャパ2010と当時の都内の会場としては大きいことから、当時活躍したフォークシンガーでここのステージに立っていない者はいないともいわれた「70年代フォークの聖地」。拓郎も何度もここでコンサートを行ったが、中でも1973年6月3日のコンサートは日本フォーク史に於いても重要な意味を持っている。アルバム発売と同様に、当然ながらコンサート開催も危ぶまれていたが、拓郎は保釈翌日に数時間のリハーサルをこなしただけでステージに立った。コンサートの模様は後にニッポン放送で放送された。司会は四角佳子との結婚式でも司会を務めた南こうせつと山本コウタロー。前座で泉谷しげるが警察を批判する「黒いカバン」を披露。ゲストに遠藤賢司、かまやつひろし、小室等、猫。拓郎は支援してくれたフォーク界の仲間たち、関係者、会場の内外に集まってくれたファン、陰ながら応援を続けたファンとともに、「自粛」の論理の欺瞞性を立証して見せて「拓郎健在」を世間に示した。保釈翌日のこのコンサートがなければ、拓郎のその後の展開も違ったものになっていたのではとも論じられる。他に「春の風が吹いていたら」を当時の妻である四角佳子と歌ったが、翌1974年11月12日に放送された『ミュージックフェア』（フジテレビ）では、当楽曲を南沙織ともデュエットしている。南とは「伽草子」もデュエットした他、南を挟んでよしだ・かまやつとで「シンシア」を歌った。この他、これら一連の騒動によって、結成したばかりの新六文銭の活動が頓挫した。この新ロックバンドは、拓郎、小室等、柳田ヒロ、後藤次利、チト河内によって組まれたスーパー・グループだったが、まともに音源を残さぬまま消滅している。こちらももし事件がなければ、新六文銭の活動が長く続いた可能性もあり、拓郎のキャリアも違ったものになっていたかも知れない。
デビューアルバムから論じられていたことであるが、本アルバムでもファンキーなベースがうねりまくる「からっ風のブルース」、ジャジーな雰囲気を持つ「風邪」、ソウル・バラード「長い雨の後に」など、サウンド・メイクもヴァラエティに富む。
みうらじゅんは「アルバムコンセプトはジョン・レノンの『イマジン』ではないか」と論じている。
1986年にCD化された。1990年のCD選書のほか、2006年にも再リリースされている。

## 収録曲
- 作詞：岡本おさみ（特記以外）作曲：吉田拓郎（特記以外）

1. からっ風のブルース
2. 伽草子
作詞：白石ありす
3. 蒼い夏
  - 1999年に映画『学校の怪談4』の挿入歌としてシングルカットされた。
4. 風邪
作詞：吉田拓郎
  - 南沙織が同年暮れのリサイタルで、自身の持ち歌以外にレパートリーに加えて歌唱した[6]。
5. 長い雨の後に
作詞：吉田拓郎
  - 拓郎自身によるピアノの弾き語り。拓郎の楽曲では珍しく長いモノローグが挿入されている。
6. 春の風が吹いていたら
作詞・作曲：伊庭啓子
  - 当時の妻である四角佳子とデュエットしている[9]。
7. 暑中見舞い
8. ビートルズが教えてくれた
  - 同年にザ・バッド・ボーイズ（オフコースの清水仁が在籍したバンド）がカバー[10]。
9. 制服
10. 話してはいけない
11. 夕立ち
12. 新しい朝(あした)
作詞：吉田拓郎

## 参加ミュージシャン
- Vocal：よしだたくろう・よしだけいこ
- Piano, Organ：柳田ヒロ
- Drums, Percussion：チト河内
- E.Guitar, Ac.Guitar：矢島健
- E.Bass：後藤次利
- Ac.Guitar, Harmonica & Piano：吉田拓郎
- Ac.Guitar：田口清
- Brass Section：村岡建・羽島幸次・片岡照彦・鈴木正夫・鈴木武久・戸倉誠一・砂原俊三・中島系三・青木明
- Arrange：吉田拓郎・柳田ヒロ・村岡建